# Londonkonferensen 1864

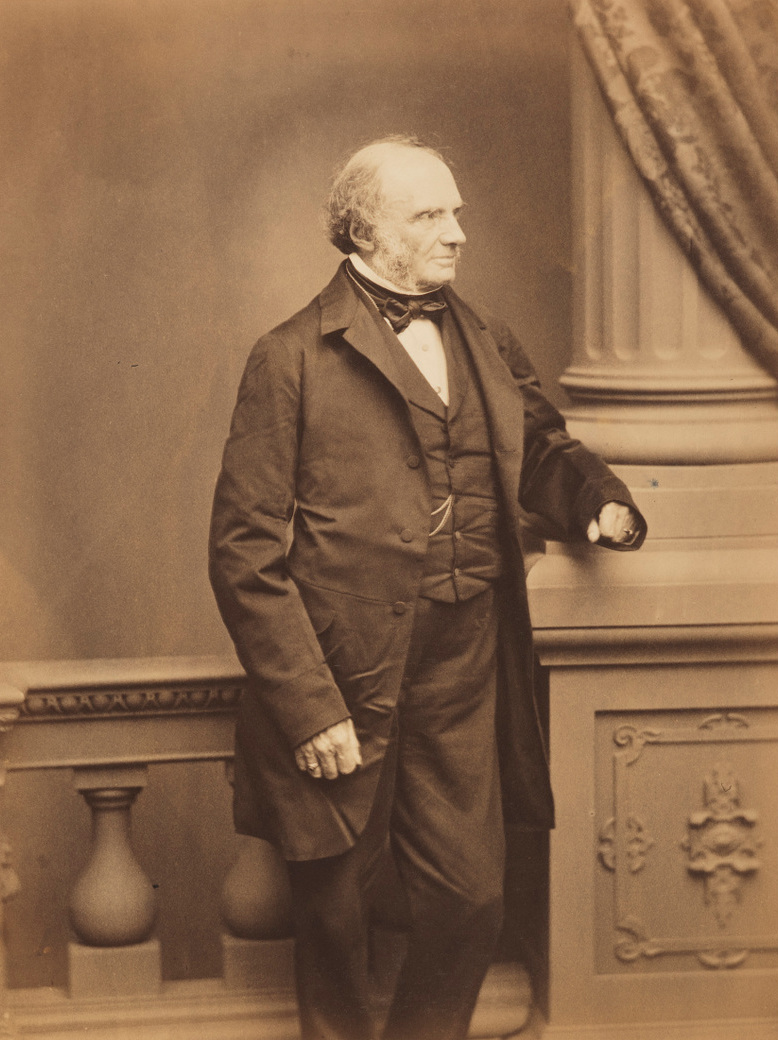
Storbritanniens utrikesminister John Russell ledde konferensen.

Londonkonferensen 1864 (engelska: London Conference of 1864) är den i nordisk politisk litteratur vanliga benämningen på de diplomatöverläggningar rörande den slesvig-holsteinska frågan, som under dansk-tyska kriget öppnades i London 25 april 1864.
I förhandlingarna deltog representanter för de fem stormakterna samt för Tyska förbundet, Sverige-Norge och Danmark. Konferensen åstadkom ett stillestånd (från 11 maj) i kriget mellan Danmark och dess övermäktiga fiender Preussen och Österrike, men enighet om fredsvillkor kunde inte uppnås. Från tysk sida krävdes att Danmark skulle avträda Holstein och Lauenburg samt hela Slesvig eller åtminstone landet söder om linjen Aabenraa–Tönder, medan Danmark endast ville avstå de två tyska hertigdömena och av Slesvig endast den södra, tysktalande delen upp till linjen Sli–Dannevirke. Flera särskilt av England framställda medlingsförslag fick inte gehör och fasthölls inte med nödvändig konsekvens, varför konferensen upplöste sig med oförrättat ärende (22 juni) och fientligheterna (26 juni) återtog sin början med för Danmark vida oförmånligare slutresultat, än vad på konferensen torde ha stått att vinna.